# 李寵 (嘉靖陝西進士)
李寵（1498年—1553年），字汝承，號中岩，陝西涇陽縣人，軍籍，明朝政治人物。

## 生平
嘉靖十年（1531年）辛卯科陝西鄉試解元，嘉靖十七年（1538年）戊戌科二甲八十五名進士，授南京户部主事，二十一年丁父憂歸。歷官礼部署员外郎，二十七年五月升山東督學僉事，遷浙江督糧參議，三十一年七月以赴任违限停俸逮问，後卒于官，年五十六。

## 家族
曾祖李端；祖父李美；父李禎（1466年-1542年），字天祥，號俭庵；母孟氏（1465年-1535年）。嚴侍下。兄李寀、李宸、李宵。